# Тохолув
Тохолув (пол. Tochołów) — село в Польщі, у гміні Ксьонж-Великі Меховського повіту Малопольського воєводства.
Населення — 254 особи (2011).
У 1975-1998 роках село належало до Келецького воєводства.

## Демографія
Демографічна структура станом на 31 березня 2011 року:
|          | Загалом | Допрацездатний вік | Працездатний вік | Постпрацездатний вік |
| -------- | ------- | ------------------ | ---------------- | -------------------- |
| Чоловіки | 128     | 20                 | 86               | 22                   |
| Жінки    | 126     | 27                 | 66               | 33                   |
| Разом    | 254     | 47                 | 152              | 55                   |